# Cautethia yucatana
Cautethia yucatana là một loài bướm đêm thuộc họ Sphingidae, được tìm thấy ở California và México phía nam đến Trung Mỹ. Nó được mô tả bởi Clark vào năm 1919.
Con đực trưởng thành có sải cánh 16 mm. Nó giống với loài Cautethia spuria nhưng nhỏ hơn, cánh trước ngắn hơn và tròn hơn.